# Station Vojtanov obec
Station Vojtanov obec (Vojtanov gemeente) is een spoorwegstation in de Tsjechische gemeente Vojtanov. Het station ligt aan spoorlijn 148, tussen Cheb en Aš. Het station wordt beheerd door de nationale spoorwegonderneming České dráhy in samenwerking met de Staatsorganisatie voor spoorweginfrastructuur (SŽDC). Bij station Vojtanov obec vindt geen verkoop van treinkaartjes plaats, tickets dienen in de trein aangeschaft te worden.
Cheb ↔ Františkovy Lázně-Aquaforum ↔ Františkovy Lázně ( ↔ aftakking: Tršnice) ↔ Františkovy Lázně-Seníky ↔ Vojtanov obec ↔ Hazlov ↔ Aš ↔ Aš město ↔ Aš předměstí ↔ Štítary ↔ Podhradí ↔ Studánka ↔ Hranice v Čechách